# Neue Wache (Berlin)
 (août 2025).
Si vous disposez d'ouvrages ou d'articles de référence ou si vous connaissez des sites web de qualité traitant du thème abordé ici, merci de compléter l'article en donnant les références utiles à sa vérifiabilité et en les liant à la section « Notes et références ».
La Neue Wache (« Nouvelle garde ») est un monument de Berlin construit par Karl Friedrich Schinkel. Depuis 1931, il abrite le cénotaphe du Soldat inconnu et le mémorial national de la Première Guerre mondiale. À la suite de la réunification allemande en 1990, le bâtiment a été choisi pour faire office de Mémorial central de la République fédérale d'Allemagne aux victimes de la guerre et de la tyrannie.

## Historique
Cet ancien poste de garde est la première réalisation berlinoise de l'architecte Schinkel (1816-1818) et, selon l'architecte judéo-prussien Salomo Sachs (de), est adapté de sa conception architecturale de 1806.
Heinrich Tessenow convertit le monument en un « mémorial aux victimes de la Première Guerre mondiale » en y faisant installer la tombe du Soldat inconnu, qui, contrairement à celles de France et de Belgique, ne contient aucun corps. Le cénotaphe ne sera inaugurée qu'en 1931, les autorités ayant attendu que les troupes d'occupation étrangères aient quitté le sol allemand.

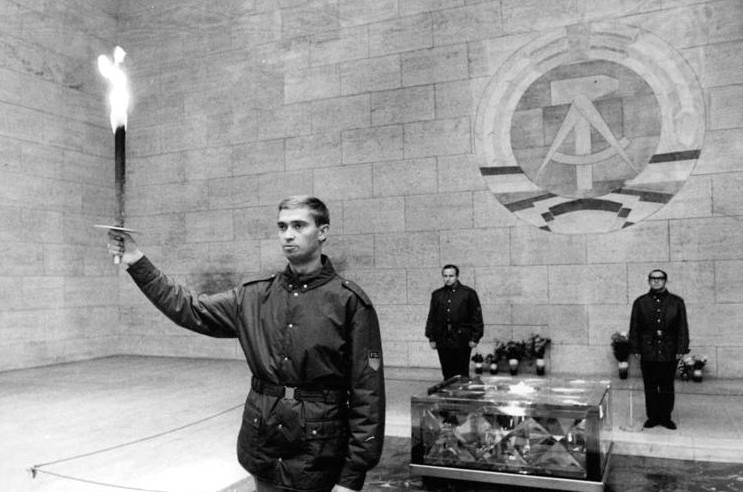
La tombe du Soldat inconnu en 1970, durant le régime de la République démocratique allemande.

En 1960, le régime communiste de la République démocratique allemande fit du bâtiment un mémorial dédié aux « victimes du fascisme et du militarisme ». Il était alors placé sous la surveillance d'une garde d'honneur constituée de deux soldats de la Nationale Volksarmee placés de part et d'autre de la porte qui restaient immobiles durant des heures. La garde était relevée tous les jours à 14 h 30 et le mercredi la relève était effectuée avec défilé et musique militaire. À l'intérieur du monument se trouvaient alors des tombes du soldat et du résistant inconnus dont le souvenir était perpétué par une flamme qui brûlait en permanence.

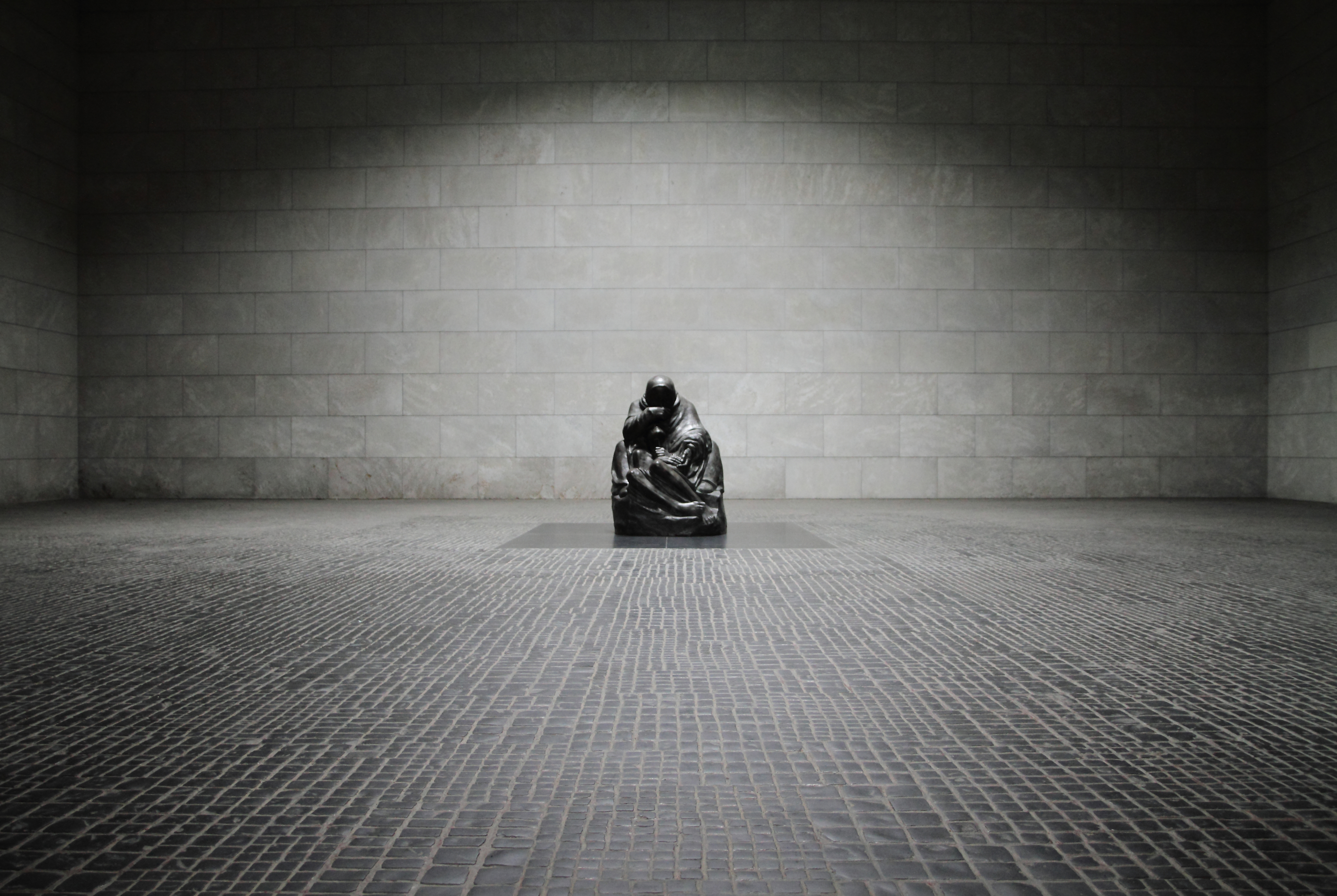
Le monument actuel avec une statue de Käthe Kollwitz intitulée La Mère et son fils mort.

Depuis 1993, c'est devenu le principal mémorial allemand dédié aux « victimes de la guerre et de la tyrannie », mais il n'est par ailleurs plus placé sous la surveillance d'une garde d'honneur. Derrière ses colonnes doriques se dresse, solitaire sous la lumière qui tombe du toit à la verticale, une reproduction d'une émouvante sculpture de Käthe Kollwitz : La Mère et son fils mort, réalisée par l'artiste après la mort de son fils sur les champs de bataille de la Première Guerre mondiale.

## Description
Situé entre le Zeughaus et l’université Humboldt, le bâtiment plat est caractérisé par quatre avant-corps massifs d’angle et un portique de colonnes doriques, de la forme grecque originale, sans bases. Schinkel écrit de son projet : "Le plan de ce bâtiment complètement exposé, libre sur tous les côtés, est approximativement la forme d’un castrum romain, donc les quatre tours d’angle plus robustes et la cour intérieure." La statuaire du tympan est destinée à commémorer le rôle de la Prusse dans les guerres napoléoniennes, dont l’étape finale est connue en Allemagne sous le nom de Guerres de libération. Elle montre Niké, la déesse de la victoire, qui décide d’une bataille. Les triglyphes et guttae de l’ordre dorique sont omis. L’architecte juif Salomo Sachs (1772-1855) décrit dans son autobiographie que les plans architecturaux de la Neue Wache, présentés en 1806 pour l’exposition de l’Académie à Berlin, ont servi de base aux plans exécutés par Schinkel.

## Caractéristiques
Sur l'avenue Unter den Linden, se dresse, à côté du musée historique allemand la Neue Wache. Pour dessiner ce bâtiment à l'allure martiale et robuste qui fait face au palais du Kronprinz, l'architecte s'est inspiré des plans d'un castrum romain. On le considère comme un chef-d'œuvre du classicisme allemand.